# Senecio gnidioides
Senecio gnidioides là một loài thực vật có hoa trong họ Cúc. Loài này được Phil. miêu tả khoa học đầu tiên.